# Hash Pipe
«Hash Pipe» (с англ. — «Трубка с травкой») — песня американской рок-группы Weezer, выпущенная в виде сингла в апреле 2001 года на лейбле Geffen Records. Это первый по счёту сингл с третьего студийного альбома группы и единственная из «летних песен 2000 года» попавшая в альбом, хотя «Dope Nose» и «Slob» были выпущены на следующей пластинке Maladroit (2002 г.).
Рок-группа Toto сделала свою кавер-версию песни в прямом эфире в 2018 году, прежде чем выпустить её в качестве цифрового сингла, в ответ на хорошо принятую версию Weezer их собственного хита «Africa».

## Предыстория
Согласно интервью с фронтменом группы Weezer Риверсом Куомо, «Hash Pipe» была написана в ту же ночь, что и песня «Dope Nose» с альбома Maladroit: по словам Куомо он принял «кучу риталина и выпил примерно три рюмки текилы» и некоторое время бродил по комнате, а затем написал обе песни.
Барабанщик Weezer Патрик Уилсон изображён на обложке CD-сингла этой песни. С конца 2001 года группа играет эту песню вживую с переработанным гитарным соло, которое больше не следует за куплетной мелодией.
В песне поётся о проститутке-трансвестите.

## Композиция
Песня написана в ля миноре в темпе 128 bpm. Первая строчка из песни «I can’t help my feelings, I go out of my mind» (с англ. — «Я не могу справиться со своими чувствами, я схожу с ума»), является прямой цитатой из песни «You Can’t Do That» группы The Beatles.
«Hash Pipe» оживил успех группы в чартах, достигнув своего пика на втором месте в чарте Billboard Modern Rock Tracks, а также 24-е место в чарте Mainstream Rock Tracks и 16-е место в Canadian Singles Chart.

## Видеоклип
Видеоклип на эту песню был снят режиссёром Маркосом Сиегой — это первый из многих клипов Weezer, которые Сиега будет снимать. На видео показано как группа исполняет песню, в то время как группа борцов сумо стоит на заднем плане. По ходу песни сумоисты показывают борьбу, а во время гитарного соло они играют на инструментах участников группы Weezer, а сами участники наблюдают за ними с заднего плана. Во время финального припева гитарист Брайан Белл выполняет движение, в котором он выдвигается тазом вперёд, сгибая спину назад «мостиком», а стопы ног к земле. Этот ход стал известен среди фанатов Weezer как «невозможный изгиб». Согласно мини-книге, которая сопровождает DVD-диск «Video Capture Device», Сиегу попросили не ссылаться на текст песни для видео из-за её тем о проститутке-трансвестите и ссылок на наркотики.

## Список композиций
Radio station promo
1. «Hash Pipe» — 3:06

US CD retail CD/US retail 7″ single (black vinyl)
1. «Hash Pipe» — 3:06
2. «I Do» — 2:10

UK retail CD
1. «Hash Pipe» — 2:51
2. «Starlight» — 3:35
3. «Hash Pipe» (Jimmy Pop remix)
4. «Hash Pipe» (CD-ROM video)

UK retail 7″ single (green vinyl)
1. «Hash Pipe» — 2:52
2. «Teenage Victory Song» — 3:11

US promo remix 12″ single (black vinyl)
1. «Hash Pipe» (Jimmy Pop remix)
2. «Hash Pipe» (Chris Vrenna’s Kick Me remix)
3. «Hash Pipe» (Chris Vrenna’s Under Glass remix) — 4:13

Dutch retail CD
1. «Hash Pipe» — 3:06
2. «I Do» — 1:53
3. «Starlight» — 3:21
4. «Hash Pipe» (Jimmy Pop remix) — 3:22

## Чарты
| Чарт (2001 г.)                         | Позиция в чарте |
| -------------------------------------- | --------------- |
| Канада (Nielsen SoundScan)             | 16              |
| Канада Canada Rock Chart               | 12              |
| Ирландия (IRMA)                        | 37              |
| Нидерланды (Single Top 100)            | 74              |
| Шотландия (OCC Scotland)               | 15              |
| Великобритания (OCC UK Singles)        | 21              |
| США (Billboard Alternative Airplay)    | 2               |
| США (Billboard Bubbling Under Hot 100) | 6               |
| США (Billboard Mainstream Rock)        | 24              |